# Campeonato Mundial de Judo de 1969
El VI Campeonato Mundial de Judo se celebró en la Ciudad de México (México) entre el 23 y el 25 de octubre de 1969 bajo la organización de la Federación Internacional de Judo (IJF) y la Federación Mexicana de Judo.

## Medallistas

### Masculino
| Evento            | Oro                       | Plata                       | Bronce                                                        |
| ----------------- | ------------------------- | --------------------------- | ------------------------------------------------------------- |
| –63 kg            | Yoshio Sonoda Japón       | Toyokazu Nomura Japón       | Kim Sang-Chul Corea del Sur Serguei Suslin URSS               |
| –70 kg            | Hiroshi Minatoya Japón    | Yoshimitsu Kono Japón       | Kim Chil-Bok Corea del Sur David Rudman URSS                  |
| –80 kg            | Isamu Sonoda Japón        | Katsuya Hirao Japón         | Martin Poglajen · Países Bajos · Oh Seung-Lip · Corea del Sur |
| –93 kg            | Fumio Sasahara Japón      | Peter Herrmann RFA          | Tomoyuki Kawabata Japón Vladimir Pokatayev URSS               |
| +93 kg            | Shuji Suma Japón          | Klaus Glahn RFA             | Mitsuo Matsunaga Japón Guivi Onashvili URSS                   |
| Categoría abierta | Masatoshi Shinomaki Japón | Willem Ruska · Países Bajos | Ernst Eugster · Países Bajos · Nobuyuki Sato · Japón          |

## Medallero
| Núm. | País          | Oro | Plata | Bronce | Total |
| ---- | ------------- | --- | ----- | ------ | ----- |
| 1    | Japón         | 6   | 3     | 3      | 12    |
| 2    | RFA           | 0   | 2     | 0      | 2     |
| 3    | Países Bajos  | 0   | 1     | 2      | 3     |
| 4    | URSS          | 0   | 0     | 4      | 4     |
| 5    | Corea del Sur | 0   | 0     | 3      | 3     |
|      | TOTAL         | 6   | 6     | 12     | 24    |